# U-ka saegusa IN db -FINAL LIVE TOUR 2010-
『U-ka saegusa IN db -FINAL LIVE TOUR 2010-』（ユーカ・サエグサ・イン・デシベル　ファイナル・ライブ・ツアー・ツーサウザンドテン）は、三枝夕夏 IN dbの4枚目のライブ・ビデオ。

## 内容
- 三枝夕夏 IN db最後のライブで、ドキュメント映像と特典であるバックステージパスのレプリカを付属。

## 収録曲

### DISC 1
1. Shocking Blue
2. 雲に乗って
3. 飛び立てない私にあなたが翼をくれた
4. クリスタルな季節に魅せられて
5. 悲しい雨が降り続いても
6. 白のファンタジー
7. Whenever I think of you
8. ジューンブライド 〜あなたしか見えない〜
9. 吹きすさぶ風の中で
10. ココロが止まらない
11. 青春の空
12. Graduation
13. 雪どけのあの川の流れのように
14. 君と約束した優しいあの場所まで
15. 笑顔でいようよ
16. 君の愛に包まれて痛い
17. いつも素顔の私でいたい
18. Everybody Jump
19. もう自分が自分に嘘をつかないように
20. CHU☆TRUE LOVE

### DISC 2
1. もう君をひとりにさせない
2. Hand to Hand
3. 君のハートに胸キュン②

## 参加ミュージシャン
- 三枝夕夏 - ボーカル
- 岩井勇一郎 - ギター
- 大藪拓 - ベース
- 車谷啓介 - ドラム
  - 池田大介 - キーボード
  - 大楠雄蔵 - キーボード
  - 岡崎雪 - コーラス